# Саркисян, Астхик Аветисовна
Астхик Аветисовна Саркисян (арм. Աստղիկ Ավետիսի Սարգսյան, азерб. Astxik Avetisovna Sarkisyan; 14 марта 1913, Шушинский уезд — ?) — советский виноградарь, Герой Социалистического Труда (1950).

## Биография
Родилась 14 марта 1913 года в селе Неркин Кылычбаг Шушинского уезда Елизаветпольской губернии (ныне село Ашагы Кылычбаг Ходжалинского района Азербайджана/в черте города Аскеран непризнанной НКР).
В 1938—1981 годах — виноградарь, звеньевая Степанакертского виноградарского совхоза, санитар Степанакертского ветеринарного пункта. В 1949 году получила урожай винограда 170,5 центнеров с гектара на площади 3,3 гектара.
Указом Президиума Верховного Совета СССР от 4 сентября 1950 года за получение высоких урожаев винограда на поливных виноградниках в 1949 году Саркисян Астхик Аветисовне присвоено звание Героя Социалистического Труда с вручением ордена Ленина и золотой медали «Серп и Молот».
С 1981 года — пенсионер союзного значения.